# Barry Altschul
Barry Altschul (* 6. ledna 1943 New York) je americký jazzový bubeník. V druhé polovině šedesátých let doprovázel klavíristu Paula Bleye. V roce 1969 byl zakládajícím členem skupiny Circle, ve které spolu s ním hráli ještě Anthony Braxton, Dave Holland a Chick Corea. Později spolupracoval i s dalšími hudebníky, mezi něž patří Sam Rivers, Kenny Drew nebo Pepper Adams. Rovněž vydal několik alb pod svým jménem.